# Michele Gallo
Michele Gallo (Salerno, 18 maggio 2001) è uno schermidore italiano, specializzato nella sciabola, campione europeo nel 2024.

## Carriera
Il 21 luglio 2022 ai mondiali di Il Cairo ha vinto la medaglia di bronzo a squadre insieme e Luca Curatoli e Pietro Torre.
L'anno seguente, ai III Giochi europei di Cracovia, insieme a Curatoli, Luigi Samele e Matteo Neri vince la medaglia d'argento perdendo in finale contro la squadra francese.
Il 19 giugno 2024, ai campionati europei di Basilea, vince il titolo continentale battendo in finale Luca Curatoli per 15-10.

## Palmarès

### Risultati élite
In carriera ha ottenuto i seguenti risultati:
Mondiali
Individuale
A squadre
- Oro nella sciabola a Tbilisi 2025
- Bronzo nella sciabola a Il Cairo 2022

Europei
Individuale
- Oro nella sciabola a Basilea 2024

A squadre
- Argento nella sciabola a Genova 2025

Giochi europei
Individuale
A squadre
- Argento nella sciabola a Cracovia 2023

Campionati italiani
Individuale
- Bronzo nella sciabola a Cassino 2021

A squadre
- Oro nella sciabola a Piacenza 2025
- Argento nella sciabola a Cagliari 2024
- Bronzo nella sciabola a La Spezia 2023

### Risultati giovani
Europei giovani
Individuale
A squadre
- Argento nella sciabola a Foggia 2019

Europei cadetti
Individuale
A squadre
- Argento nella sciabola a Soči 2018

Campionati del mediterraneo cadetti
Individuale
- Oro nella sciabola a Il Cairo 2018

A squadre